# 坪井宏憲
坪井 宏憲（つぼい ひろのり）は、日本のタレント・ナレーター。キャスト・プロに所属していた。名古屋を中心に活動しており、特にCMナレーションで数多く耳にすることが多い。

## 人物
小学校一級教員免許・中学校一級教員免許（社会科）を保有している。特技はアーチェリー。
1993年（平成5年）に中部CM合同研究会タレント賞を受賞した。

## 出演作品
特記のない限りナレーションである。

### テレビ
- 中学生日記（NHK名古屋など）
- プライムテレビショッピング
- 西三河の肖像（キャッチネットワーク）

### ビデオパッケージ（VP）
- トヨタ自動車（出演・ナレーション）
- 中部電力（出演）
- セキスイハイム東海（出演）
- デンソー
- 三重県立美術館
- 中部大学
- 小里川ダム

### CM
- 松坂屋
- 名古屋トヨペット
- FM三重 - 番組宣伝&スポットCM
- メガネの和光
- 本家かまどや
- つばめタクシー
- コロちゃんのコロッケ屋
- 名古屋税理士会
- めいらくグループ（スジャータ） - ラジオ時報ナレーション（2011年9月30日放送分まで）

### その他
- 名古屋市営地下鉄 - 東山線・鶴舞線・桜通線ホーム案内ナレーション（名城線・名港線では2019年末まで、上飯田線平安通駅では2024年11月まで使用）
- 高校入試用日本語ヒヤリングテスト教材